# 塔拉西夫卡 (薩赫諾夫希納區)
49°8′37″N 36°8′16″E / 49.14361°N 36.13778°E
塔拉西夫卡（烏克蘭語：Тарасівка），是烏克蘭東部的村莊，隸屬哈爾科夫州的別列斯京區。該村始建於1850年，面積0.98平方公里，海拔高度156米，2001年人口220，人口密度每平方公里224.5人。